# Pedro Weiss Harvey
Pedro Weiss Harvey (Lima, 20 de enero de 1893- 21 de octubre de 1985), médico patólogo y dermatólogo, investigador y científico peruano, conocido por ser pionero de la patología en el Perú y sus aportes a la antropología física.

## Biografía
Hijo del diplomático suizo Roberto Weiss Biber y de María Isabel Harvey Cisneros. Realizó sus estudios escolares en el Colegio Sagrados Corazones Recoleta y en el Instituto Nacional. Curso estudios superiores en las facultades de Ciencias (1910-1912) y Medicina de San Fernando (1913) de la Universidad de San Marcos. Siendo estudiante de San Fernando acompañó a Julio C. Tello a las investigaciones arqueológicas en Chavín de Huantar y fue delegado de Medicina en el I Congreso de Estudiantes. 
En 1918, tras ser clausurada San Marcos, se trasladó a España, en donde se graduó de doctor en la Universidad de Madrid (1919), y siguió estudios de especialización en Patología y Dermatología en las universidades de París, Berlín y Breslau. 
Al regresar al Perú, fue encargado de prácticas en los laboratorios de Bacteriología, Parasitología e Histología y en 1924 se instaló en Madre de Dios para realizar investigaciones relacionadas con enfermedades tropicales y de la piel. 
Hizo investigaciones sobre el Síndrome de Inmunodeficiencia Adquirida (SIDA) y la verruga peruana, siendo el primero en señalar que tenían cierto parecido inmunológico. Se graduó de doctor en Medicina el 9 de junio de 1927, gracias a sus estudios sobre la verruga peruana.
En 1948 realizó una expedición científica a la cuenca del Huallaga patrocinada por la UNESCO.
Weiss fue cercano de Víctor Raúl Haya de la Torre, José Carlos Mariátegui, Max Uhle y Julio C. Tello.

## Publicaciones
- Contribución al estudio de la verruga peruana o enfermedad de Carrión
- Geografía de las enfermedades del Perú
- Las trepanaciones de los antiguos peruanos